# Награда Говернорс
Награда Говернорс (енгл. Governors Awards) признање је које се додељује једном годишње на церемонији коју у Великој балској сали Холивуд и Хајланд центра у Лос Анђелесу (Калифорнија) организује Академија филмских уметности и наука (AMPAS). Три награде које означавају животно достигнуће у филмској индустрији Почасни Оскар, Хуманитарна награда Џин Хершолт и Меморијална награда Ирвинг Г. Талберг додељују се на овој церемонији. Прва додела награда Говернорс одржана је 14. новембра 2009. године. Пре овога, ове три награде су се додељивале током главне церемоније доделе Оскара, на којој се сада кратко помињу и представљају реципијенти након приказа монтажне презентације за награду Говернорс. У наредним годинама награда је постала веома значајна, као главна индустријска церемонија на црвеном тепиху.